# Jacqueline Durran
Jacqueline Durran – brytyjska kostiumografka filmowa. 
Dwukrotna laureatka Oscara za najlepsze kostiumy do filmów Anna Karenina (2012) i Małe kobietki (2019). Nominowana była również za filmy: Duma i uprzedzenie (2005), Pokuta (2007), Pan Turner (2014), Piękna i bestia (2017) i Czas mroku (2017). Stała współpracowniczka brytyjskich reżyserów Mike'a Leigh i Joe Wrighta - z obydwoma pracowała przy sześciu filmach.

## Nagrody
- Nagroda Akademii Filmowej
  - Najlepsze kostiumy: 2012 Anna Karenina
  - 2019 Małe kobietki